# 星村镇 (武夷山市)
星村镇，是中华人民共和国福建省南平市武夷山市下辖的一个乡镇级行政单位。

## 行政区划
星村镇下辖以下地区：
星村社区、黎源村、黎前村、黎新村、枫林村、巨口村、井水村、星村、前兰村、黄村、曹墩村、朝阳村、红星村、洲头村、程墩村、桐木村和华侨农场生活区。